# Onderscheidingen in Nassau
Het Hertogdom Nassau heeft van 1806 tot 1866 bestaan. De hertog van Nassau heeft in die periode verschillende ridderorden en onderscheidingen ingesteld.
Ridderorden
- De Huisorde van de Gouden Leeuw van Nassau (Duits: Hausorden vom Goldenen Löwen) 1858
- De Orde van Verdienste van Adolf van Nassau (Duits: Militär- und Zivildienst-Orden Adolphs von Nassau) 1858

Twee oudere orden van de Nassausche graafschappen waren de
Jachtorde (Duits: Jagdorden) (rond 1725) en de Zeer Nobele Orde van het Vertrouwen (Frans: Le Très Noble Ordre de la Fidélité) (1710).
Overige onderscheidingen
- De Zilveren Medaille voor Civiele Verdienste (Duits:"Silberne Zivilverdienstmedaille") 1818
- De Gouden Medaille voor Civiele Verdienste (Duits:"Goldene Zivilverdienstmedaille") 1841
- De Medaille voor Redding uit Levensgevaar (Duits:"Medaille für Rettung aus Lebensgefahr") 1843
- De Zilveren Medaille voor Kunst en Wetenschap (Duits:"Silberne Medaille für Kunst und Wissenschaft") 1860
- De Gouden Medaille voor Kunst en Wetenschap (Duits:"Goldene Medaille für Kunst und Wissenschaft") 1860

- De Gouden Dapperheidsmedaille (Duits:"Goldene Tapferkeitsmedaille") 1807
- De Zilveren Dapperheidsmedaille (Duits:"Silberne Tapferkeitsmedaille") 1807
- De Waterloomedaille in Goud (Duits:"Goldener Waterloomedaille") 1815
- De Waterloomedaille in Zilver (Duits:"Silberner Waterloomedaille") 1815
- De Herinneringsmedaille voor Eckernförde (Duits:"Erinnerungsmedaille für Eckernförde") 1849
- Het Veldteken voor 1866 (Duits:"Felszeichen für 1866") 1866

- Het Dienst-Ereteken voor 50 dienstjaren als officier (Duits:"Dienstehrenzeichen für Offiziere nach 50 Dienstjahre") 1856
- Het Dienst-Ereteken voor 25 dienstjaren als officier (Duits:"Dienstehrenzeichen für Offiziere nach 25 Dienstjahre") 1834
- Het Dienst-Ereteken voor 22 dienstjaren als onderofficier of soldaat (Duits:"Dienstehrenzeichen für Unteroffiziere und Soldate nach 22 Dienstjahre") 1834
- Het Dienst-Ereteken voor 16 dienstjaren als onderofficier of soldaat (Duits:"Dienstehrenzeichen für Unteroffiziere und Soldate nach 16 Dienstjahre") 1834
- Het Dienst-Ereteken voor 10 dienstjaren als onderofficier of soldaat (Duits:"Dienstehrenzeichen für Unteroffiziere und Soldate nach 10 Dienstjahre") 1834

- De Zilveren Eremedaille van Nassau (Duits: Silberne nassauische Erinnerungs-medaille) 1909
- De Bronzen Eremedaille van Nassau (Duits: Bronzene nassauische Erinnerungs-medaille) 1909